# Phillipsburg (Missouri)
Phillipsburg è un villaggio degli Stati Uniti d'America, situato nello Stato del Missouri, nella contea di Laclede.